# Филм изненађења
„Филм изненађења” је српски кратки филм из 1998. године. Режирао га је Иван Петровић који је написао и сценарио.

## Улоге
| Глумац       | Улога |
| ------------ | ----- |
| Саша Али     |       |
| Горан Јевтић |       |